# Aphonomorphus pusillus
Aphonomorphus pusillus är en insektsart som beskrevs av Morgan Hebard 1928. Aphonomorphus pusillus ingår i släktet Aphonomorphus och familjen syrsor. Inga underarter finns listade i Catalogue of Life.